# Krigstillstånd
Råder det ett krigstillstånd mellan två stater så är de formellt i krig med varandra. Krigstillståndet behöver emellertid inte innebära att det egentligen förekommer fientlig aktivitet mellan länderna. Om ett krig har avslutats, till exempel genom vapenstillestånd eller kapitulation, men ett fredsfördrag ännu inte har slutits, råder det fortfarande krigstillstånd.
Särskilt i äldre tid har ett krigstillstånd normalt inletts med att ett land förklarar krig mot ett annat. Eftersom folkrätten under 1900-talet har förbjudit angreppskrig, så har sådana formella krigsförklaringar blivit ovanliga och krigförande länder försöker i stället att skylla på varandra för krigets början och påstå att den andra parten inledde fientligheter utan krigsförklaring. En krigsförklaring kan dock även utfärdas av ett land som har blivit angripet eller som vill komma till ett angripet lands undsättning.